# 中国技术进出口总公司
中国技术进出口集团有限公司（英語：China National Technical Import and Export Corporation），簡稱中技（英語：CNTIC）是一間中國國有贸易公司、工程承包商，以及提供项目管理集成服务。公司成立於1952年；自1998年，公司成為中国通用技术集团的子公司。
中技是中國出口技術的其中一個機構。2008年，中技與印尼国有电力公司签约，後者承建爪哇中部Cilacap一座产能660兆瓦的火电厂。
2010年，中技前总裁蒋新生因泄露国家机密被判刑20年。

## 股權投資
- 国家核电技术有限公司 （4%）

## 連結
- 官方网站 （中文） （英文）